# Mycoplasma pirum
Mycoplasma pirumはマイコプラズマ属細菌の一種である。この属の細菌は細胞膜の周囲に細胞壁がない。細胞壁がないため、ペニシリンや他のβ-ラクタム系抗生物質など細胞壁合成を標的とする一般的な抗生物質が有効でない。マイコプラズマは現在発見されている中で最も小さな細菌細胞であり、酸素がなくても生存でき、その直径は通常約0.1μmである。
免疫系が低下している人からも分離されている 。HIV感染症の治療を受けている人からも分離されている。基準株はHRC 70-159 = ATCC 25960 = NCTC 11702である。自然宿主は不明である。